# Inuyarai
Un inuyarai (japonès: 犬矢来; lit. ‘desfer-se del gos’) és un element arquitectònic que serveix com a barrera sota dels ràfecs a les cases tradicionals japoneses de Kyoto (machiya).

## Disseny i ús
Un inuyarai pot variar de mida, però acostuma a tenir una alçada d'aproximadament un metre. Recentment, els inuyarai estan fets de metall forjat, però tradicionalment s'utilitzava bambú. Es doblegaven tires fines de bambú tallat i es disposaven formant una forma de tanca arrodonida. El bambú era el material ideal ja que té una gran capacitat de deformació. Els inuyarai eren molt fràgils i s'havien de substituir quan es desgastaven.
Probablement el seu ús principal era evitar que els gossos orinessin a les cases, d'aquí el seu nom. Antigament, molts gossos de carrer passejaven per les cases de Kyoto i sovint hi orinaven. Els locals odiaven els gossos de carrer i per això van crear els inuyarai.
A més d'aquest possible ús particular, l'inuyarai també protegia la base dels habitatges de la pluja i de les esquitxades de fang, evitant així la corrosió i les ratllades. Antigament, molts carruatges tirats per cavalls circulaven pels carrers del centre antic de Kyoto, llançant pedres i altres petits projectils contra les parets de les cases. Per tant, els inuyarai servien per a protegir les cases. A partir del segle xx, ja molts menys cotxes passen pels carrers antics i alguns s'han convertit en carrers per a vianants, fent que aquesta característica hagi quedat obsoleta. També es diu que servien per a dissuadir els lladres de pujar-hi: Els inuyarai de bambú eren massa fràgils per a suportar el pes d'un humà, i la seva forma arrodonida era difícil d'escalar. En certa manera, també ajuden a delimitar l'espai entre el carrer i l'habitatge.
Similar a l'inuyarai, el komayose és una tanca de ferro o fusta feta lligant dos o tres pals de bambú a un tronc amb una corda.

## Galeria

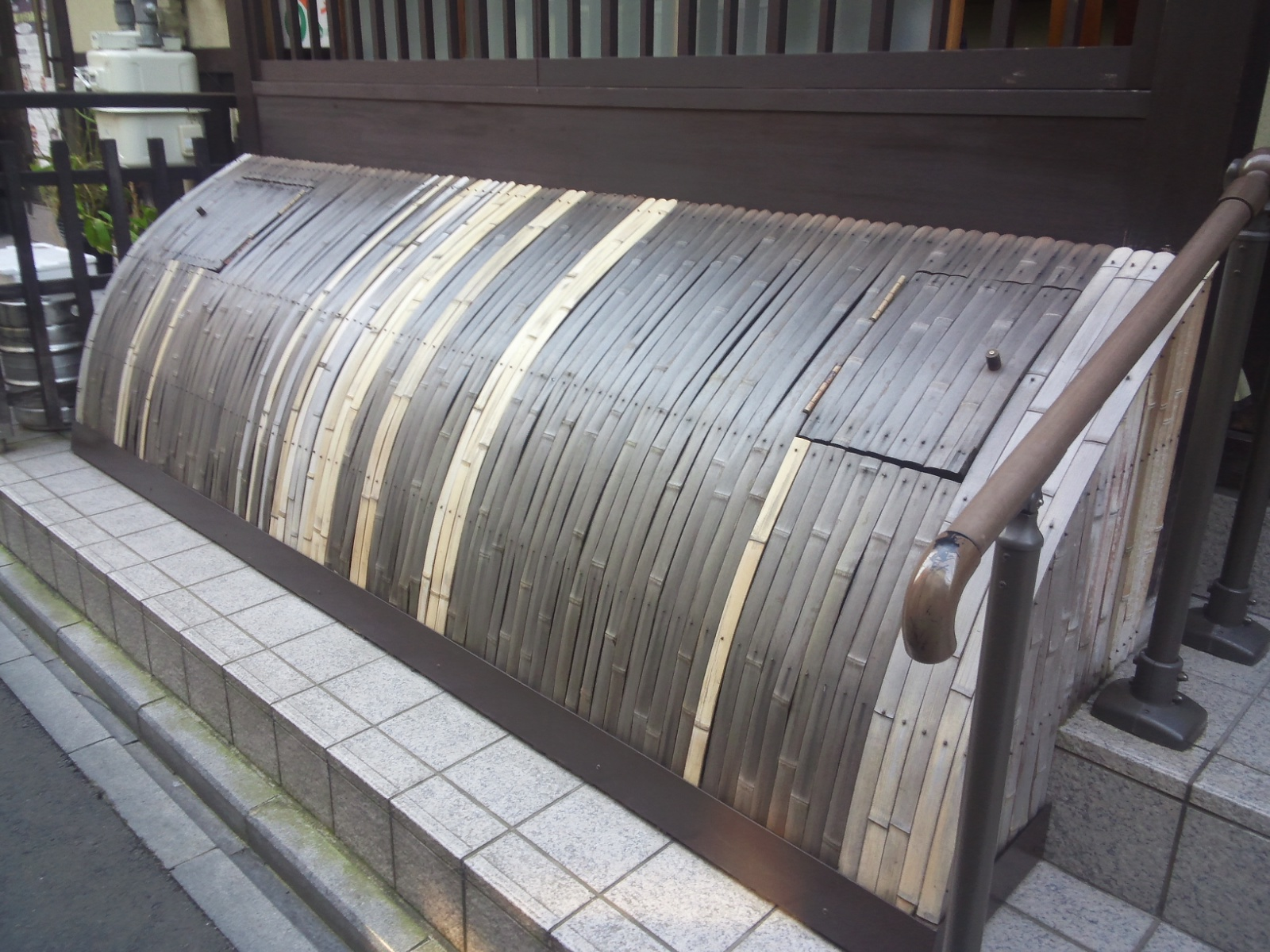
Inuyarai de forma arrodonida a Ponto-chō
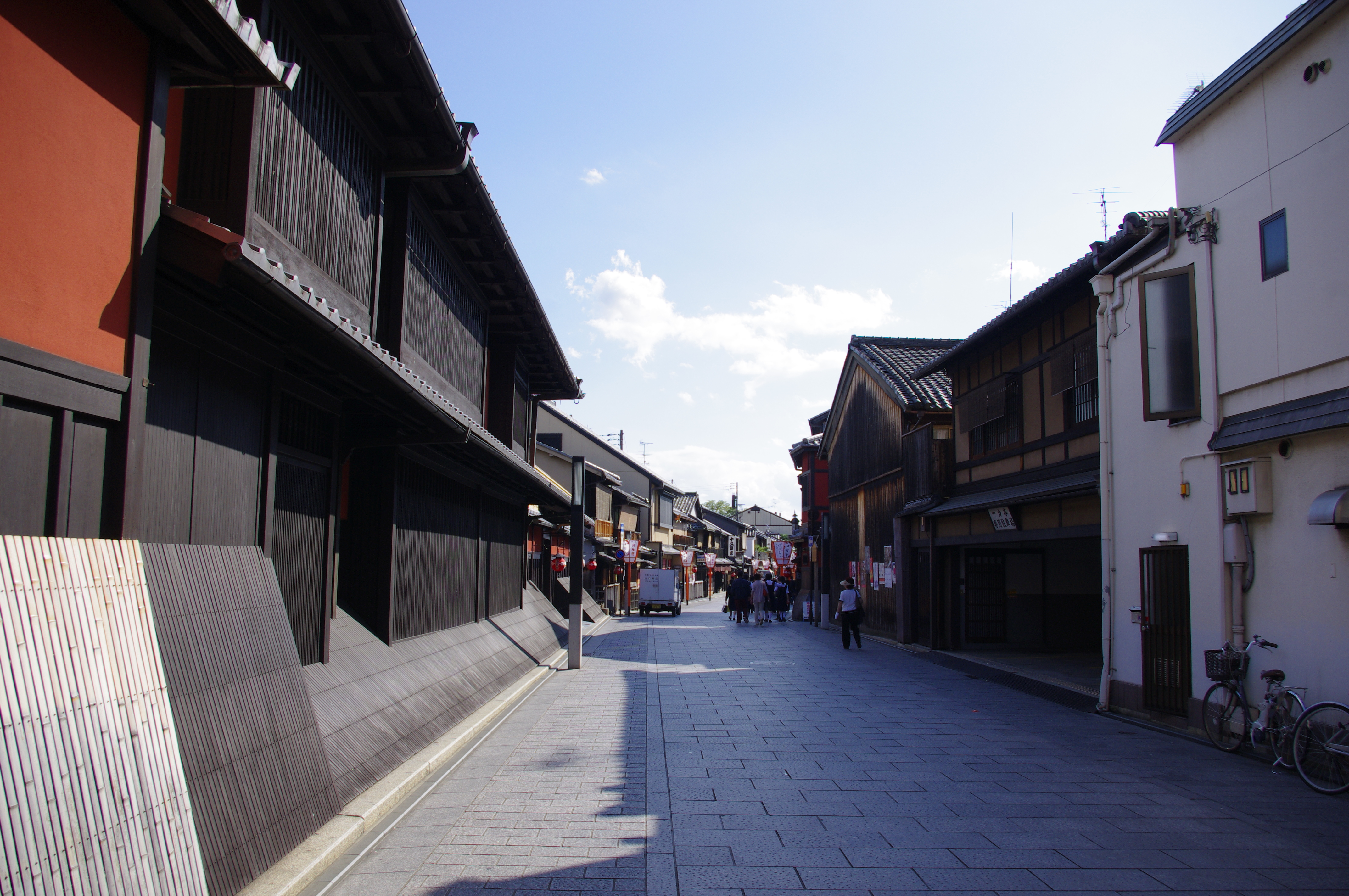
Inuyarai de forma recta a Gion
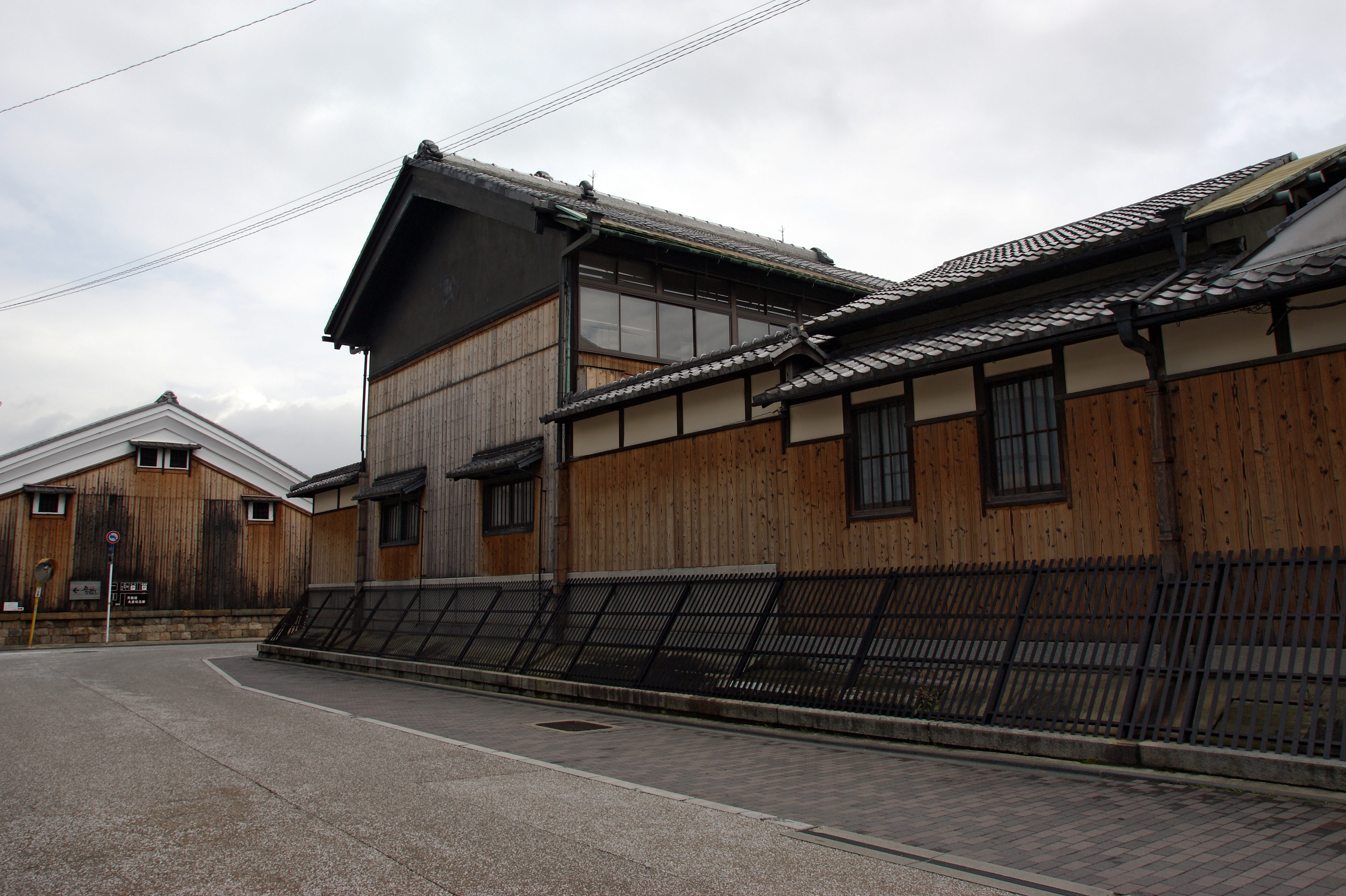
Inuyarai de fusta a Fushimi
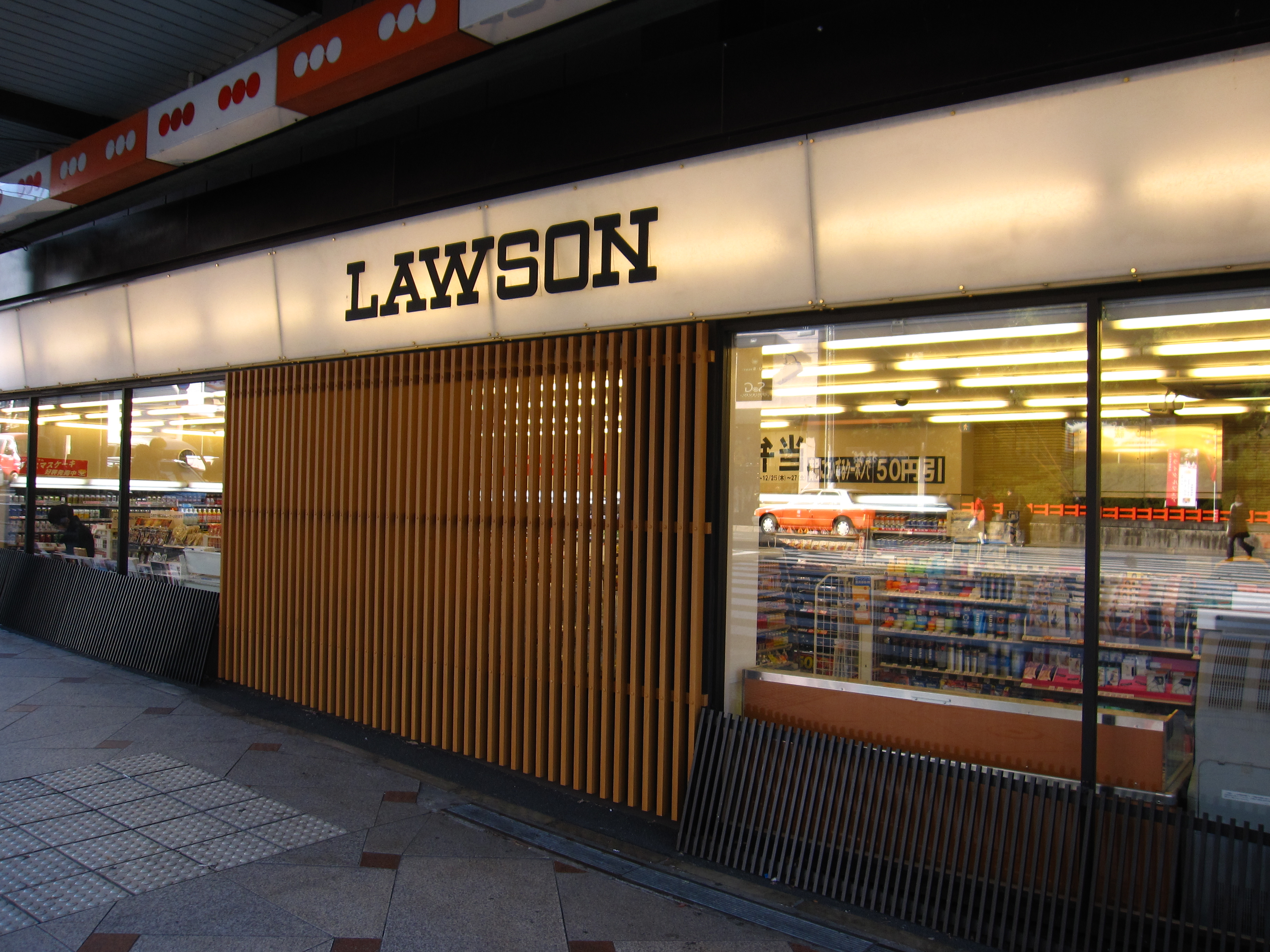
Ús modern d'un inuyarai en un supermercat Lawson
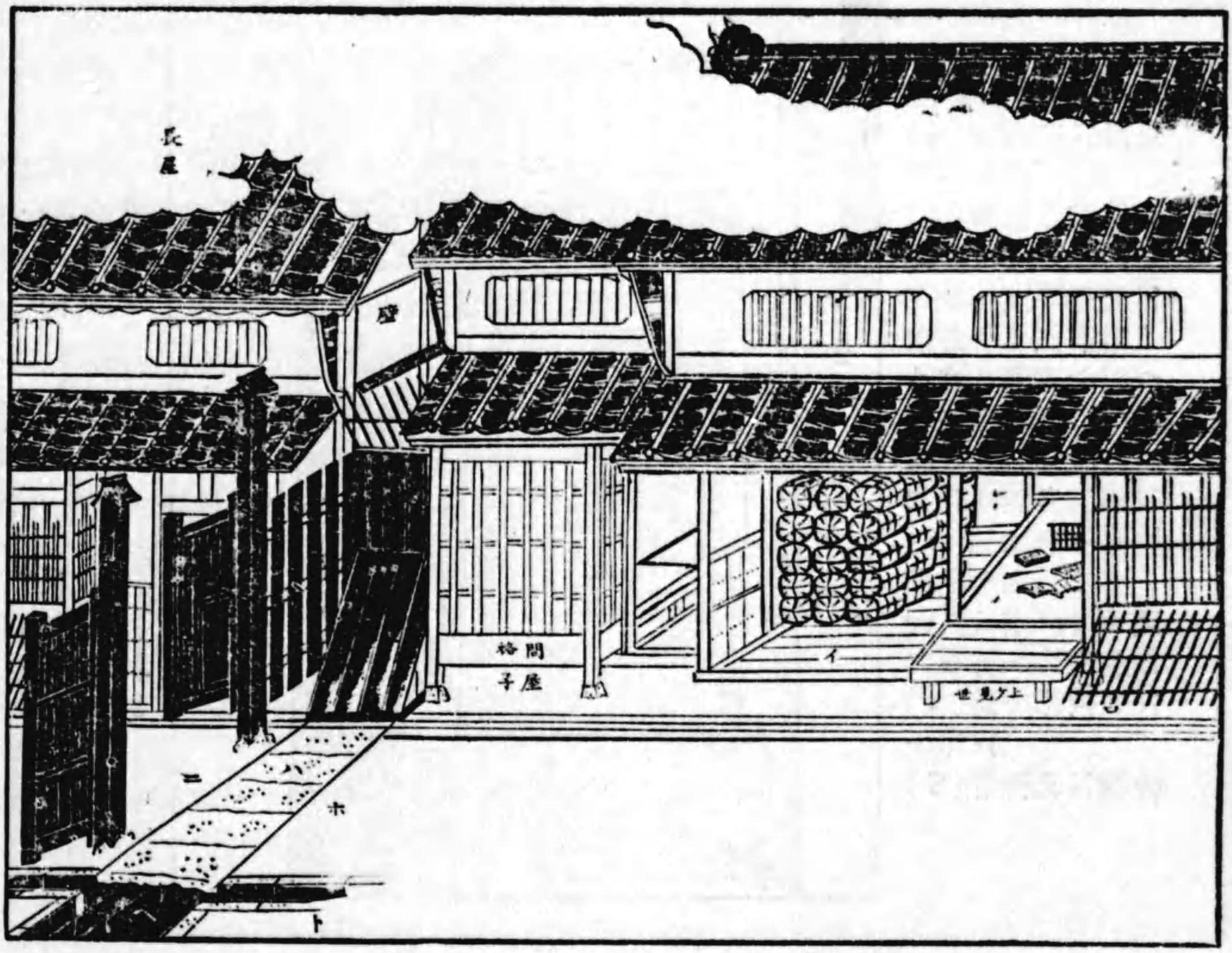
Dibuix d'una machiya de Kyoto o Osaka de 1908 que mostra un inuyarai